# William Dickey
William Eugene "Billy" Dickey (Nova York, 20 d'octubre de 1874 – Saint Petersburg, Florida, 13 de maig de 1944) va ser un saltador estatunidenc que va competir a principis del segle xx. El 1904 va prendre part en els Jocs Olímpics de Saint Louis, on va guanyar la medalla d'or en la prova de salt de llargada del programa de salts, en superar a Edgar Adams i Leo Goodwin, segon i tercer respectivament.